# استیلای روسیه بر قفقاز
استیلای روسیه بر قفقاز (انگلیسی: Russian conquest of the Caucasus) مجموعه‌ای از اقدامات امپراتوری روسیه در قرن‌های هجدهم و نوزدهم میلادی برای گسترش قلمروی خود بر سرزمین‌های مابین دریای سیاه و دریای خزر است که شامل کشورهای امروزیِ گرجستان، ارمنستان و جمهوری آذربایجان، و بخش‌هایی از ایران و ترکیه، و نیز منطقهٔ قفقاز شمالی در خاک روسیه می‌باشد. بخش اصلی اقدامات نظامی امپراتوری روسیه در فاصلهٔ سال‌های ۱۸۰۰ تا ۱۸۶۴ میلادی رخ داد که علاوه بر جنگ با ایران قاجاری و امپراتوری عثمانی، شامل نبردهای متعددی با حاکمان مستقل و نیمه‌مستقل محلی نیز بود.

## تاریخ اولیه

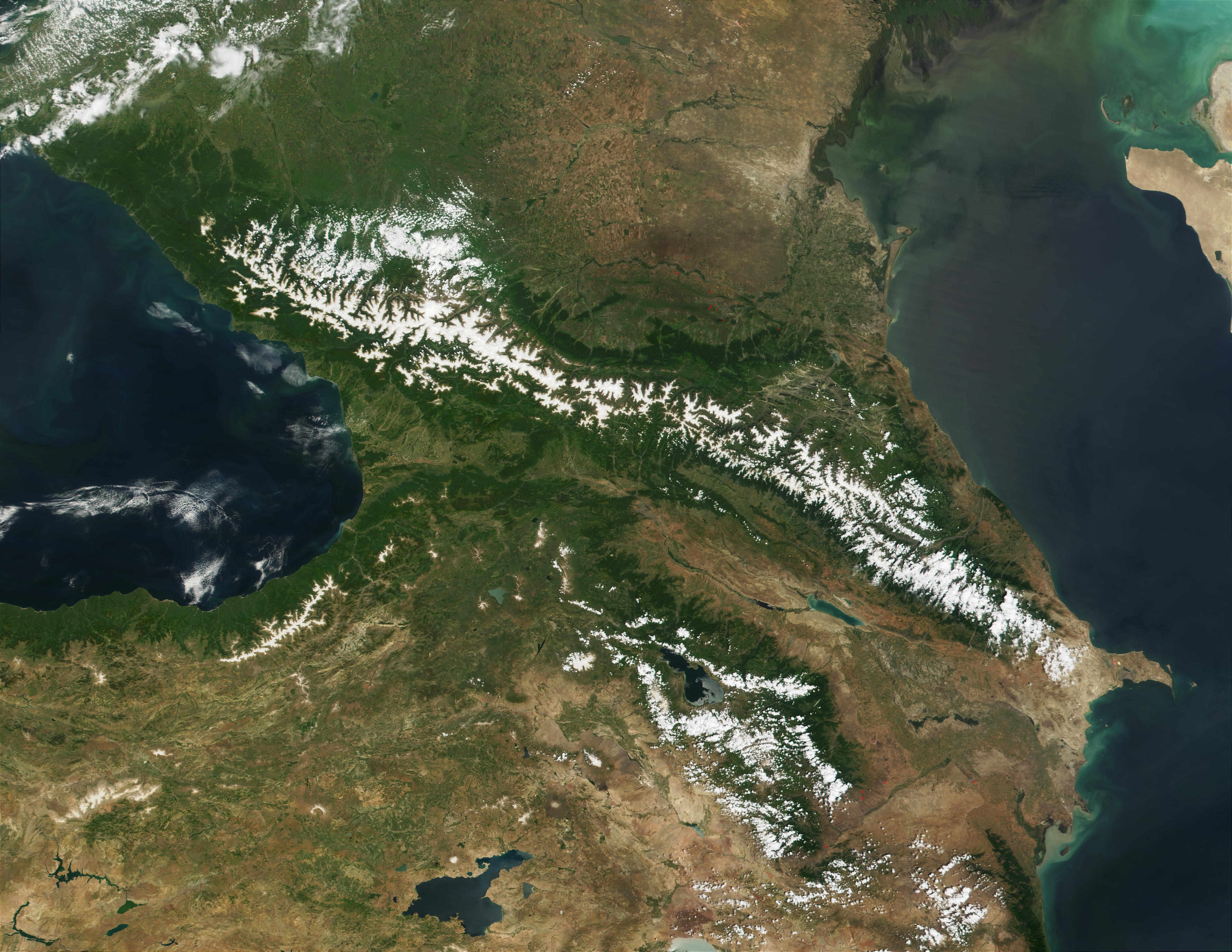
تصویر ماهواره‌ای از ناحیه قفقاز

روس‌ها برای اولین بار در قرن نهم میلادی در منطقه قفقاز ظاهر شدند، زمانی که برخی از روس‌ها برای تجارت در سواحل دریای کاسپین از محدوده رود ولگا پایین‌تر رفتند. این اتفاق، سبب دو یورش بزرگ در سال‌های ۹۱۳ و ۹۴۳ میلادی شد. به نظر می‌رسد آخرین حمله در سال ۱۰۴۱ میلادی بوده باشد.
همچنین در این زمان روس‌ها تموترکان را در شبه‌جزیره تامان در اختیار گرفتند. از اواسط قرن شانزدهم، گروهی از کازاک‌ها در رود ترک قرار داشتند و در حدود سال ۱۵۵۰ میلادی کازاک‌ها در رود دن مستقر شدند. آستراخان در سال ۱۵۵۶ میلادی فتح شد و به روسیه پایگاهی در انتهای شمالی دریای کاسپین دست‌یافت. آن‌ها به زودی با شاهزاده‌نشین کاباردیا ائتلاف کردند و قلعه ای در دهانه رود سونژا ساختند. پس از سال ۱۵۸۰ میلادی روسیه برای حدود ۲۰۰ سال از منطقه قفقاز دور بود، آستراخان را تحت کنترل داشت و آرام آرام سکونت‌گاه‌ها را به سمت جنوب و به سمت دریای سیاه پیش می‌برد.
در طول جنگ موسوم به جنگ ایران و روسیه، در سال‌های۱۶۵۱ میلادی تا ۱۶۵۳ میلادی، اتباع ایرانی با کازاک‌های اطراف رود سونژا جنگیدند. در سال ۱۶۸۸ میلادی استپان رازین به سواحل دریای کاسپین یورش برد. در طول جنگ ایران و روسیه، در سال‌های ۱۷۲۲ میلادی تا ۱۷۲۳ میلادی، پتر بزرگ سواحل غربی و جنوبی دریای کاسپین را فتح کرد، اما با قوی‌تر شدن ایران، شاه تهماسب دوم توانست، سرزمین‌های از دست رفته را پس بگیرد. در سال ۱۷۷۵ میلادی، پس از مرگ یک کاشف روسی به‌نام ساموئل گملین، که در اسارت ایران بود، کاترین بزرگ، برای تنبیه ایرانی‌ها نیرویی را به دربند فرستاد و برای مدتی کوتاه آن‌جا را تصرف کرد. در طول حمله روسیه به ایران در سال ۱۷۹۶ میلادی، روسیه بار دیگر سواحل غربی دریای کاسپین را فتح کرد، اما با مرگ کاترین، این لشکرکشی بدون نتیجه به پایان رسید.
نتیجه همه این کارها، گسترش آهسته و پیوسته مردم روس به سمت جنوب، از مبدأ سرزمینیشان در مسکووی بود. در حدود سال ۱۸۰۰ میلادی، روسیه در یک اقدام جدید، سربازان و شهرک‌هایش را به منطقه قفقاز کوچ داد.

## قفقاز جنوبی
روسیه در سال ۱۸۰۰ میلادی پادشاهی کارتلی-کاختی را به قلمرو خودش الحاق کرد. در سال ۱۸۰۶، پاول سیسیانوف این قلمرو روسیه را از دریای سیاه تا کاسپین گسترش داد و سواحل کاسپین را به دست آورد. در سال ۱۸۱۳ میلادی، ایران مجبور شد، که از دست رفتن سرزمین شمالی خود را، در پی پذیرفتن پیمان‌نامه گلستان به رسمیت بشناسد که شامل جنوب داغستان امروزی، شرق گرجستان امروزی و بیشتر مناطقی که امروزه جمهوری آذربایجان است، می‌شود.
در سال‌های ۱۸۱۸ میلادی تا ۱۸۲۶ میلادی الکسی پترویچ یرمولوف، سرزمین‌های اطراف کوهستان را تصرف کرد، اما بسیاری از آن‌ها به زودی از دست رفتند. در سال ۱۸۲۸ میلادی، روسیه ارمنستان، نخجوان و تالش امروزی را از ایران گرفت. دو جنگ روس‌ها با عثمانی نیز نتایج اندکی داشت.

### پیش‌زمینه
از زمان امپراتوری روم و شاهنشاهی اشکانی، سرزمین قفقاز جنوبی معمولاً مرزی بین دو امپراتوری بود و این سرزمین به صورت متناوب بین این دو امپراتوری دست به دست می‌شد، حاکمان آن‌ها درجات مختلفی از استقلال را دارا بودند. حاکمان محلی اغلب دست نشاندگان یک امپراتوری یا امپراتوری دیگر بودند. در حدود سال ۱۷۵۰ میلادی، این سرزمین میان دست نشاندگان ترک و ایرانی تقسیم شده بود. دو سوم این سرزمین و قسمت غربی آن، توسط گرجی‌ها، و در حدود یک سوم این سرزمین و قسمت شرقی آن را عمدتاً آذری‌هاتشکیل می‌دادند.

### ضمیمه کردن شرق گرجستان
در سال ۱۷۶۲ میلادی، ایراکلی دوم، دو بخش شرقی گرجستان را به پادشاهی کارتلی-کاختی ملحق کرد. او یک حاکم دست‌نشانده ایرانی‌ها بود، اما ایران در پی مرگ نادرشاه بسیار ضعیف شده بود. به همین دلیل، ایراکلی دوم توانست استقلال خود را در تمام دوره زندی‌ها حفظ کند.
در این زمان روسیه تعداد زیادی نیرو در شمال کوه‌ها و در مکان‌هایی مانند موزدوک داشت. در طول جنگ روسیه و عثمانی، در سال‌های ۱۷۶۸ میلادی تا ۱۷۷۴ میلادی، که خط جنگ بیشتر در شرق اروپا بود بود، کاترین جنگ را به شرق منتقل کرده و برای اولین بار، سربازان روسی از قفقاز عبور کردند. در سال ۱۷۶۹، گوتلیب هاینریش توتلبن با ۴۰۰ سرباز و ۴ توپ از گذرگاه داریال به تفلیس عبور کرد. سال بعد، با تقویت نیروهایش، به پادشاهی ایمرتی رفت، به باقداتی یورش برد و پایتخت آن کوتائیسی را گرفت.
پس از متفرق کردن ۱۲۰۰۰ سرباز ترک، شهر پوتی را در ساحل محاصره کرد. ادامه کار آن‌ها به اشتباه مدیریت شد و نیروهای روسی در بهار ۱۷۷۲ میلادی به مرز قفقاز شمالی عقب‌نشینی کردند. در ژوئیه ۱۷۸۳ میلادی، همان سالی که کریمه ضمیمه شد، پادشاه ایراکلی این‌بار به یک دست‌نشانده روس‌ها تبدیل شد (پیمان‌نامه گرجیوسک). پاول پوتمکین ۸۰۰ نفر را برای شروع کار به گذرگاه نظامی گرجستان از طریق گذرگاه داریال فرستاد. در اکتبر ۱۷۸۳ او توانست با کالسکه‌ای هشت اسبه، به تفلیس برود. در ۳ نوامبر دو گردان روسی و ۴ تفنگ از طریق جاده جدید به تفلیس رسیدند.
این نیروها به زودی عقب‌نشینی کردنداما حضور آن‌ها بیشتر ایران را تحریک کرد. آقامحمدخان قاجار برای بازگرداندن قدرت ایران تلاش می‌کرد و پادشاه گرجستان را به عنوان یک والی نافرمان می‌دید. او در سال ۱۷۹۵ تفلیس (نبرد کرتسانیسی) را تصرف و غارت کرد. نایب السلطنه گودوویچ که در ژانویه ۱۷۹۱ میلادی با ۱۵ گردان پیاده‌نظام، ۵۴ واحد سواره نظام و ۲ هنگ کازاک وارد مرز شده بود، اما هیچ کاری انجام نداد.
آقامحمدخان در سال ۱۷۹۷ هنگام تدارک برای تهاجم دوم ترور شد. حمله روسیه به ایران در سال ۱۷۹۶ میلادی، تا حدودی پاسخ روسیه به غارت ایرانی‌ها و بازپس‌گیری تفلیس بود.
در تابستان ۱۸۰۰ میلادی فتحعلی‌شاه قاجار از گیورگی دوازدهم خواست پسرش را به عنوان گروگان به تهران بفرستد. به ژنرال کارل کنورینگ که فرماندهی مرز قفقاز شمالی را بر عهده داشت، گفته شد که ۹ گردان پیاده‌نظام را آماده کند. ایرانی‌ها عقب‌نشینی کردند، اما آوارخان عمر به هر حال حمله کرد و توسط ژنرال ایوان لازارف در رود آلازانی شکست خورد. گیورگی دوازدهم که در حال مرگ بود، به روس‌ها قدرت فزاینده ای پیشنهاد کرد و پاول یکم با ضمیمه کردن پادشاهی در ۱۸ دسامبر ۱۸۰۰ میلادی پاسخش را داد.

## برای مطالعهٔ بیشتر
- Atkin, Muriel (1980). Russia and Iran, 1780–1828. Minneapolis: University of Minnesota Press. ISBN 978-0-8166-0924-6.
- Baddeley, John F. (1908). The Russian Conquest of the Caucasus. London: Longmans, Green and Co.